# Randpark Golf Club
De Randpark Golf Club is een golfclub in Randburg, Zuid-Afrika. De club is opgericht in 1940 en heeft twee 18-holes golfbanen met een par van 72.
De twee golfbanen zijn: de Firethorn & Bushwillow Course (F&B) en de Windsor Park Course (WP).
De golfbaan werd ontworpen door golfbaanarchitect Sid Brews. Recent werden de fairways beplant met kikuyugras, een tropische grassoort, en de greens met struisgras.

## Golftoernooien
- South African Pro-Am Invitational: 2009 & 2010